# Gene Codes Corporation
Pour les articles homonymes, voir GCC.
Gene Codes Corporation est une société privée, spécialisée dans la bio-informatique et l'analyse de séquence d'ADN. La compagnie est basée à Ann Arbor (Michigan). Gene Codes est implanté dans plus de 40 pays dans le monde. Son logiciel phare est Sequencher, qui tient une position dominante dans le secteur du séquençage de l'ADN et qui est souvent trouvé dans les laboratoires de recherche universitaires, institutionnels, et pharmaceutique. En plus de son activité commerciale, Gene Codes consacre une portion inhabituellement grande de ses talents à des efforts humanitaires. Parmi d'autres associations à but non lucratif, Gene Codes a travaillé à identifier les victimes de l'attaque de 2001 du World Trade Center et permit à des milliers de familles de mettre fin à leur deuil.

## Histoire
Gene Codes Corporation a été fondé en 1988 à Ann Arbor, dans le Michigan et l'un de ses fondateurs est Howard Cash. Peu de temps après, le logiciel Sequencher d'assemblage de séquence et d'analyse de séquence fut mis sur le marché en 1991. L'ergonomie de sequencher permit aux scientifiques de comprendre les données confuses de la lecture de chromatogrammes issus de séquenceur de gène. Ceci eût comme conséquence une explosion de la demande pour le logiciel. Dans les années qui suivirent, sequencher devint le standard pour toutes les grandes compagnies pharmaceutiques dans le monde, et fut choisi dans presque tous les centres de recherche majeures dans le domaine des sciences biologiques.
À la suite des attaques du World Trade Center en 2001, Gene Codes consacra une part importante de ses ressources pour permettre l'identification de ceux qui étaient portés disparus. Cette action a été saluée au sein du congrès des États-Unis en juillet 2003. Cet effort se finalisa par la conception du logiciel "Mass Fatality Identification SYStem", ou MFISYS (prononcé “emphasis”). Ce logiciel enregistre les profils ADN et recherche des correspondances parmi les profils spécimen. Ces profils sont générés en séquençant une série de marqueurs génétiques comme l'ADN mitochondrial (ADNmt), les répétitions en tandem courtes (short tandem repeats, STR) et le Polymorphisme nucléotidique. Peu de temps après, ce programme fut utilisé pour aider à identifier les morts tués durant le séisme du 26 décembre 2004 dans l'océan Indien en Asie, puis pour identifier les victimes des attentats de Londres du 7 juillet 2005. Gene Codes travaille actuellement avec le Projet ADN de la Shoah (DNA Shoah Project)  dont le but est d'identifier les restes de ceux qui furent tués durant l'Holocauste.